# Důsledky modernity
Důsledky modernity je kniha britského sociologa Anthonyho Giddense. Kniha pokračuje v práci na sociologické teorii, kterou Giddens započal v 70. letech analyzováním mocenských struktur a elit.  Vyšla v roce 1990, v českém překladu pak poprvé v roce 1998. Giddens v knize analyzuje problémy, se kterými se lze setkat v běžném životě a srozumitelně formuluje důsledky proměny společnosti na společnost pozdně moderní.
Dílo se skládá z předmluvy, šesti částí a doplňujících tabulek a schémat.

## Obsah
Obsah knihy:

### Kapitola I
Giddens se zde zabývá institucionální analýzou modernity a zkoumá ji v kulturních a poznávacích podtextech. Historie lidstva se, co se formy týká, podle Giddense nevyvíjela hladce. Popisuje zde, že diskontinuita se projevila v průběhu celého historického vývoje společnosti, konkrétně například při přechodu mezi společností kmenovou a vytvářením agrárních států. Dlouhodobý vliv měl na tento vývoj dle Giddense sociální evolucionismus.
Definuje zde modernitu jako něco, co se bezprostředně týká způsobů sociálního života, které se v Evropě objevují přibližně od 17. století a postupně pak pronikají do celého světa. Rozlišuje zde tři základní spolu související zdroje vývoje modernity, které pomáhají vysvětlit důvod podoby života v dnešním světě.
- Oddělení času a prostoru
- Rozvinutí vyvazujících mechanismů
- Reflexivní přivlastňování vědění

### Kapitola II
Zde se Giddens zabývá otázkou, jsou-li moderní instituce kapitalistické, nebo industriální. Definuje zde kapitalismus jako systém produkce zboží založený na vztahu mezi soukromým vlastnictvím kapitálu a nemajetnou námezdní prací. Určující roli napříč třídním systémem hraje dle Giddense právě tento vztah, kdy kapitalistický podnik závisí na produkci pro trhy, na kterých se vytváří konkurenční prostředí. Kapitalistický podnik na těchto trzích realizuje svůj zisk prodejem zboží za určité prodejní ceny. Tyto ceny dávají signály stejnou měrou mezi investory, výrobce a spotřebitele.
Přítomnost konkurenčního prostředí je hlavním impulsem ke značné soutěživosti mezi jednotlivými kapitalistickými podniky, což pro tyto jednotlivé podniky vytváří potřebu nekončící technické inovace.
Dalším důležitým bodem je dle Giddense značná izolace ekonomiky od zbylých oblastí společnosti, ale především zajistit oddělení od politických institucí. Důvodem je právě to, že díky velkému množství inovací v ekonomickém sektoru společnosti, jsou tyto ekonomické vztahy ve značné převaze nad institucemi ostatními.
Existence soukromého vlastnictví výrobních prostředků je dalším prvkem zajištujícím oddělení politiky od ekonomiky.
Industrialismus je pak podle něj používání neživých zdrojů materiální síly ve výrobě zboží, hovoří zde totiž o strojích, které vykonávají dané úkoly. Dále zde zkoumá institucionální dimenze modernity a otázku globalizace modernity.

### Kapitola III
Zde se věnuje pojmu důvěry a proměně vztahů důvěry mezi předmoderní a moderní společností. Důvěru chápe v širokém smyslu nejen jako důvěru v konkrétní osoby. Mluví o důvěře v abstraktní systémy (to jsou všechny společností používané soubory znaků a expertní systémy typu peněz, letecké dopravy atd.), které nás neustále obklopují a nelze se z nich vymanit, tudíž důvěra v ně je zásadní. Důvěru chápe ale ještě šířeji - spojuje ji s pocitem ontologického bezpečí, což je pocit důvěřivosti v "trvalost své vlastní identity a ve stálost sociálního a materiálního prostředí svého jednání." Pocit ontologického bezpečí je požadavkem pro normální každodenní fungování, jeho nedostatek se projevuje v psychických onemocněních. Opakem této základní důvěry je existenciální pocit úzkosti a strach. Následně srovnává zdroje důvěry a úzkostí mezi moderní a předmoderní dobou.

### Kapitola IV
Ve čtvrté kapitole autor spojuje globalizující tendence modernity k tzv. transformaci intimity (proměnou budování mechanismů důvěry). Popisuje proměnu osobní vztahů - v moderní době byla do jisté míry zničena pospolitost svázaná s místem života, dále například přátelství se z částečně institucializovaného a strategického vztahu dle Giddense proměnilo v intimní vztah založený na otevírání se sobě navzájem. Dobrý přítel v moderní době je ten, kdo udržuje psychickou podobu, zatímco dříve byla hlavním elementem upřímnost a dodržování cti. Znakem modernity je i jiné vnímání nebezpečí, kdy jsme sice všichni informováni a globálních hrozbách, ale nepřipouštíme si, že by reálně mohly nastat.
Giddens pojímá modernitu jako „molocha“ - pádící stroj plný protikladů, který lze kontrolovat jen částečně, který převálcuje vše, co mu stojí v cestě. Vymezuje se tak vůči Marxově a Weberově pojetí modernity. Stejně tak se v závěru vymezuje vůči konceptu postmodernity, který sám nahrazuje tzv. “radikální modernitou.”

### Kapitola V
Giddens se snaží odpovědět na otázku, proč se vším pokrokem a modernizací nežijeme v utopickém světě, který předvídali osvícenci. Jako důvody uvádí například nezamýšlené důsledky, tedy teorii, že přítomnost lidské bytosti s sebou vždy přináší riziko selhání. Dále představuje utopický realismus, jako pokus o zvládání nežádoucích důsledků modernity. Utopický realismus přináší alternativní budoucnosti, spojuje emancipační politiku a politiku pro život (seberealizaci). Giddens se dále zabývá odlišnými orientacemi na budoucnost, například pomocí sociálních hnutí.

### Kapitola VI
V poslední kapitole autor rozebírá modernitu, jako projekt západních zemí, který se některých zemí vůbec netýká. Jako jeden ze základních důsledků modernity uvádí autor globalizaci, kdy zdůrazňuje, že se jedná o více než rozšíření západních institucí do zbytku světa a nahrazení struktur tamních.Globalizace dle autora představuje nerovnoměrný proces vývoje, který rozděluje svět tím, že vytváří nové formy celosvětové vzájemné závislosti, kdy neexistují žádní druzí a dochází k vytváření vzájemné závislosti mezi jednotlivými státy. Vznikem těchto nových forem závislostí dochází k vytváření i nových forem rizik a nebezpečí. Paralelně díky těmto faktorům dochází k podpoře vývoje možných dalekosáhlých globálních nebezpečí. Giddens upozorňuje, že jde o úhel pohledu, například zatímco z pohledu globalizace, je modernita spíše západní projekt, z pohledu globálních rizik jsou do ní zapojeni všichni.